# Fodina oxyprora
Fodina oxyprora är en fjärilsart som beskrevs av Bethune-Baker 1911. Fodina oxyprora ingår i släktet Fodina och familjen nattflyn. Inga underarter finns listade i Catalogue of Life.